# Alyssum wulfenianum
Alyssum wulfenianum är en korsblommig växtart som beskrevs av Johann Jakob Bernhardi och Carl Ludwig von Willdenow. Alyssum wulfenianum ingår i släktet stenörter, och familjen korsblommiga växter. Inga underarter finns listade i Catalogue of Life.

## Bildgalleri

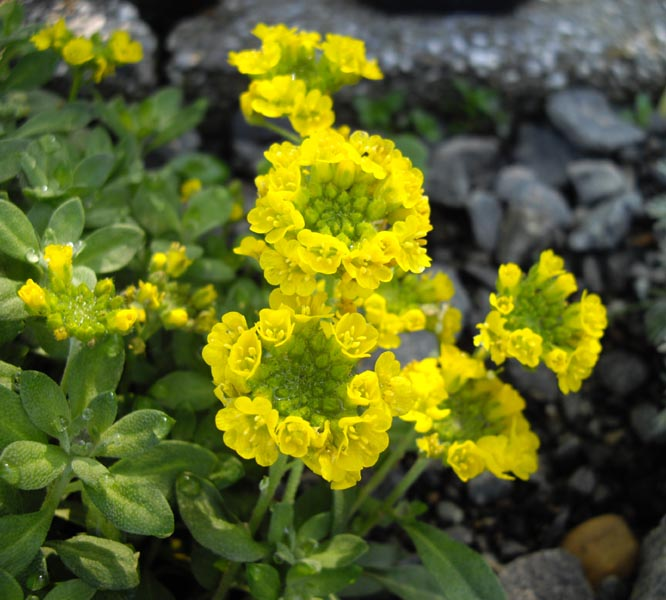
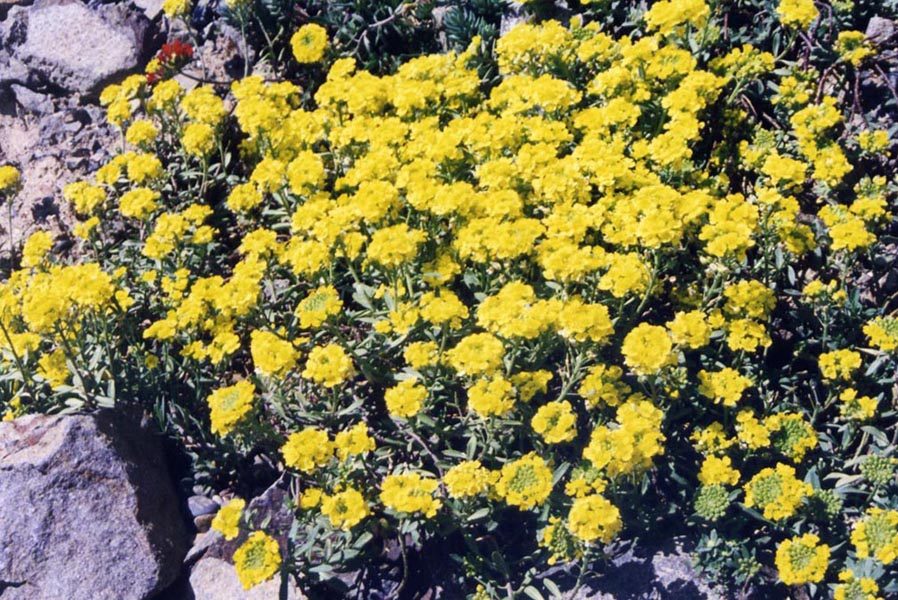